# Armutalanı
Armutalanı (früher Hamidiye) ist ein Dorf im Landkreis Bozkurt der türkischen Provinz Denizli.
Armutalanı liegt etwa 60 Kilometer nordöstlich der Provinzhauptstadt Denizli und 13 Kilometer nördlich von Bozkurt. Armutalanı hatte laut der letzten Volkszählung 76 Einwohner (Stand Ende Dezember 2010).